# 名濃バイパス
名濃バイパス（めいのうバイパス）は、愛知県名古屋市から豊山町、小牧市、大口町、扶桑町、犬山市、岐阜県可児市を経て美濃加茂市まで結ぶ国道41号バイパスである。
起点の名古屋市から小牧市の小牧IC交点まで高架で名古屋高速道路1号楠線・11号小牧線が併走しており、全区間が名濃道路に指定されている。

## 概要
- 起点：愛知県名古屋市東区
- 終点：岐阜県美濃加茂市
- 車線：6車線（名古屋市 - 犬山市）・4車線（犬山市 - 美濃加茂市、名古屋市内の一部区間）

## 接続するバイパス
- 美濃加茂バイパス（岐阜県）

## 道路施設
- 新川中橋（庄内川、名古屋市北区）
- 中濃大橋（木曽川、岐阜県可児市 - 美濃加茂市）

## 地理

### 通過する自治体
- 愛知県
  - 名古屋市（東区 - 北区） - 西春日井郡豊山町 - 小牧市 - 丹羽郡大口町 - 扶桑町 - 犬山市 -
- 岐阜県
  - 可児市 - 美濃加茂市

### 交差する道路
- 愛知県
  - 国道19号（名古屋市東区・高岳交差点）
  - 国道302号（名古屋市北区・大我麻町交差点）
  - 国道155号（小牧市・間々本町交差点）
  - 小牧IC ：E1 名神高速道路、東名高速道路
  - 国道155号（バイパス）（小牧市・村中交差点）名濃バイパスの清水IC、高山方面、尾張パークウェイ（愛知県道461号犬山自然公園線）への入口、愛知県犬山市善師野

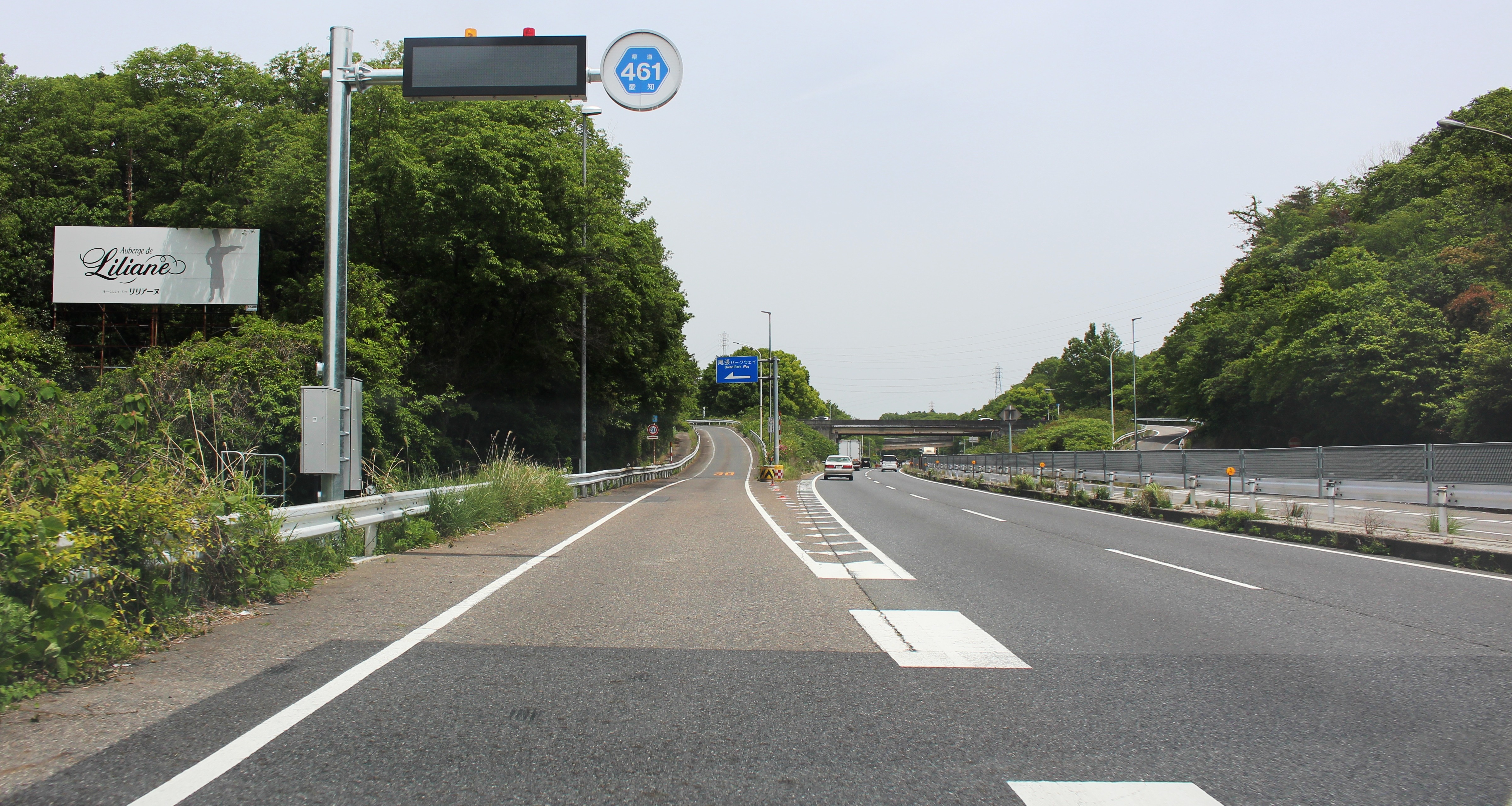
名濃バイパスの清水IC、高山方面、尾張パークウェイ（愛知県道461号犬山自然公園線）への入口、愛知県犬山市善師野

  - 清水IC ： 尾張パークウェイ（犬山市）
- 岐阜県
  - 国道248号（美濃加茂市）

### 沿線
- 東片端入口（名古屋市東区）
- 名古屋市北区役所（名古屋市北区）
- 北警察署（名古屋市北区）
- 楠ジャンクション（名古屋市北区）
- 豊山南出入口（西春日井郡豊山町）
- 名古屋空港（西春日井郡豊山町）
- 豊山北出入口（西春日井郡豊山町）
- 小牧南出入口（小牧市）
- 堀の内出入口（小牧市）
- 小牧インターチェンジ（小牧市）
- 小牧北出入口（小牧市）
- 木曽川

## 工事

### 6車線化事業
名古屋近郊でありながら、犬山方面は高速道路が直結していないため、4車線の名濃バイパスでは通過交通が1日5万台に上り、朝夕を中心に慢性的な渋滞が課題となっていた。その対策として、小牧市から犬山市（延長7.0km）で全6車線に拡幅する事業が行われた。2018年、最初の区間である村中 - 横内区間（小牧市）が完成。2024年（令和6年）2月20日、高雄道塚 - 五郎丸区間（扶桑町 - 犬山市、延長0.9km）が完成し、事業が完了した。これにより、犬山 - 小牧間の所要時間は29分から16分に短縮される。国土交通省は、今回の開通によって沿線の工業団地の名神高速道路・名古屋高速道路方面へのアクセスが向上するほか、名古屋方面や名神高速などからの観光施設へのアクセス時間が短縮し、周遊観光の活性化に期待するとしている。